# مقاطعة لامويل (فيرمونت)
مقاطعة لامويل هي مقاطعة في فيرمونت، بلغ عدد سكانها 24٬475  نسمة، في 2010، عاصمتها Hyde Park (town), Vermont ‏، تبلغ مساحتها 1٬201 كيلومتر مربع.

## الموقع
تشترك في الحدود مع:
- مقاطعة أورليانز (فيرمونت)
- مقاطعة تشيتندن (فيرمونت)
- مقاطعة واشنطن (فيرمونت)
- مقاطعة كاليدونيا (فيرمونت)
- مقاطعة فرانكلين (فيرمونت).

## التقسيمات الإدارية
- بيلفيدير[6]
- كامبريدج[6]
- إيدن[6]
- إلمور[6]
- Hyde Park (town), Vermont [الإنجليزية]‏[6]
- جونسون[6]
- موريستاون[6]
- ستو[6]
- ووترفيل[6]
- ولكوت.[6]